# Крессони, Эрманно
Эрманно Крессони (итал. Ermanno Cressoni; 22 июля 1939, Милан — 30 июня 2005, Милан) — итальянский автомобильный дизайнер, проработавший всю жизнь в Alfa Romeo и Fiat. Он разработал или руководил созданием дизайна огромного числа значимых автомобилей, таких как Alfa Romeo 33, Alfa Romeo 75 и Fiat Coupe. Его часто называли просто как 'Arch'. Эрманно умер в Милане, Италия в июне 2005 года после борьбы с раком в течение года.

## Карьера
Крессони был руководителем Центра Стиля Alfa Romeo, где он разрабатывал или пересматривал большое количество дизайнов автомобилей, включая Alfa Romeo Alfetta седан (1972). Начиная с конца 1970-х, его дизайн 'La Linea' на кузовах был особенностью Giulietta (1977), Alfa 33 (1983) и Alfa 75 (1985). В 1985 году, Крессони получил патент на дизайн центральной консоли, в результате которого освободил много пространства при использовании U-образного ручного тормоза. Патент был выдан в США (Номер 4,818,008) в 1989 году.
После того как Фиат приобрел Alfa Romeo в 1986 году, он стал директором Центра Стиля Фиат, где руководил командой по созданию Fiat Cinquecento (1991), Fiat Coupe (1993), Alfa Romeo 145 (1994), Fiat Barchetta (1995) and Fiat Bravo (1995). Многие дизайнеры из его команды в Alfa Romeo и Центра Стиля Фиата стали влиятельными дизайнерами. С ним работали следующие выдающиеся дизайнеры: Вальтер де Сильва, Крис Бэнгл и Андреас Сапатинас (Andreas Zapatinas).